# Dan Lauria

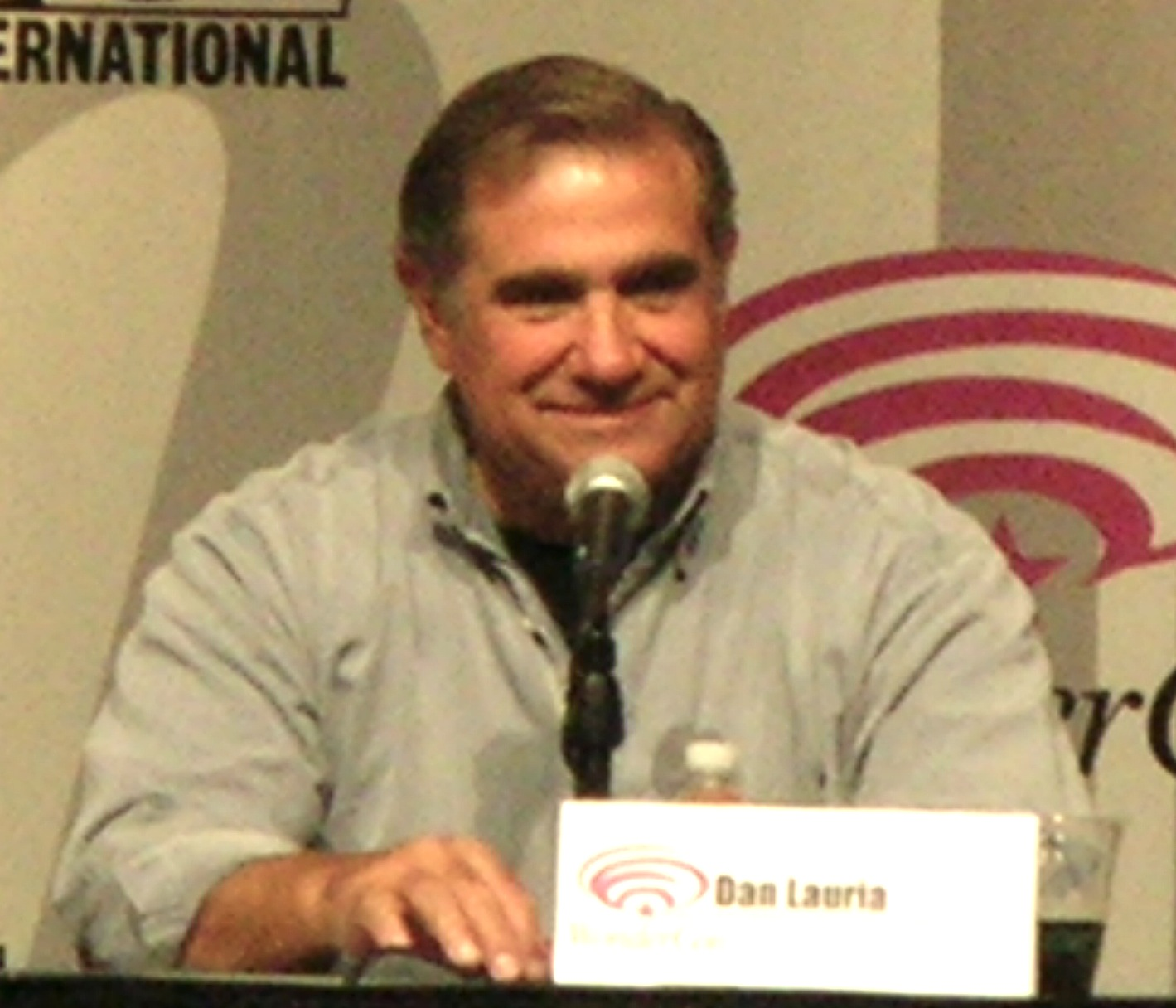
Dan Lauria in 2009

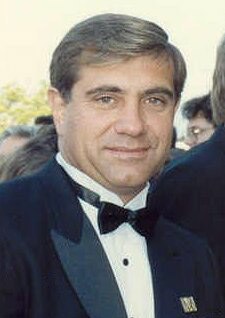
Dan Lauria in 1989

Daniel Joseph 'Dan' Lauria (Brooklyn (New York), 12 april 1947) is een Amerikaans acteur, filmproducent, filmregisseur en scenarioschrijver.

## Biografie
Lauria werd geboren in de borough Brooklyn van New York, maar groeide op in Lindenhurst (New York) en is van Italiaanse/Amerikaanse komaf. Daar bezocht hij de Lindenhurst High School waar hij in 1965 zijn diploma haalde, hierna ging hij studeren aan de Southern Connecticut State University in New Haven (Connecticut) met een beurs. In New Haven ontstond zijn liefde voor het acteren. Na zijn studeren ging hij in dienst bij de United States Marine Corps en vocht mee in de Vietnamoorlog. Na zijn diensttijd ging hij studeren aan de University of Connecticut in Storrs. 
Lauria begon in 1981 met acteren in de film C.O.D.. Hierna heeft hij nog meer dan 180 rollen gespeeld in films en televisieseries zoals One Life to Live (1984), Cagney and Lacey (1986-1988), The Wonder Years (1988-1993), Independence Day (1996), Party of Five (1996-1997), Wide Awake (1998), JAG (1996-2003), Ed (2002-2004), Big Momma's House 2 (2006) en The Spirit (2008). Naast het acteren voor televisie is hij ook actief in het theater. Van 2011 tot en met 2012 speelde hij op Broadway in het toneelstuk Lombardi als Vince Lombardi, en in 2012 speelde hij in de musical A Christmas Story The Musical als Jean Shepherd.
Lauria is ook actief als filmproducent, filmregisseur en scenarioschrijver. In 1996 heeft hij de film Faithful geproduceerd, in 1990 heeft hij een aflevering van de televisieserie The Wonder Years geregisseerd en in 1996 heeft hij de film Dog Watch geschreven.
Lauria is in 1991 getrouwd en in 2001 zijn zij weer gescheiden.

## Filmografie

### Films
Selectie:
- 2020 The Way Back - als Gerry Norris
- 2006 Big Momma's House 2 – als Crawford
- 1998 Wide Awake – als pastoor Peters
- 1996 Independence Day – als bevelhebber
- 1981 C.O.D. – als geheim agent

### Televisieseries
Uitgezonderd eenmalige gastrollen.
- 2018 - 2021 This Is Us - als mr. Damon - 3 afl.
- 2018 Shameless - als Mo White - 3 afl.
- 2016 Pitch - als Al Luongo - 10 afl.
- 2016 Royal Pains - als mr. Sacani - 2 afl.
- 2013 - 2015 The Good Wife - als Ronnie Erickson - 2 afl.
- 2012 - 2015 Perception - als Joe Moretti - 5 afl.
- 2012 - 2014 Sullivan & Son – als Jack Sullivan – 33 afl.
- 2014 Hot in Cleveland - als J.J. - 3 afl.
- 2011 – 2012 Harry's Law – als rechter Raymond Gillot – 2 afl.
- 2002 – 2004 Ed – als Richard Vessey – 4 afl.
- 1996 – 2003 JAG – als Allen Blaisdell – 5 afl.
- 2003 7th Heaven – als Andrew Hampton – 2 afl.
- 2001 – 2002 Family Law – als Paul Celano – 2 afl.
- 2000 – 2001 Law & Order – als Joseph Strudevant – 2 afl.
- 1999 - 2000 The Hoop Life - als Leonard Fero - 22 afl.
- 1998 Costello – als Spud Murphy – 5 afl.
- 1998 From the Earth to the Moon – als James Webb – 2 afl.
- 1996 – 1997 Party of Five – als coach Russ Petrocelli – 6 afl.
- 1996 Chicago Hope – als Henry Alden – 2 afl.
- 1995 Amazing Grace – als Harry Kramer – 5 afl.
- 1988 – 1993 The Wonder Years – als Jack Arnold – 114 afl.
- 1986 – 1988 Cagney and Lacey – als detective Dupnik – 5 afl.
- 1987 – 1988 Hooperman – als Lou Stern – 3 afl.
- 1985 – 1987 Moonlighting – als luitenant – 2 afl.
- 1986 Hunter – als Broder – 2 afl.
- 1984 One Life to Live - als Gus Thompson - 3 afl.

- Bibliothèque nationale de France: cb14196970v (data)
- Gemeinsame Normdatei: 1270557092
- International Standard Name Identifier: 0000 0000 0103 5580
- Library of Congress Control Number: no2017129558
- Virtual International Authority File: 51899917
- WorldCat: E39PBJv4mdbDMw88QFBMdvx4bd